# Buenavista, Tapachula
Buenavista är en ort i Mexiko.   Den ligger i kommunen Tapachula och delstaten Chiapas, i den sydöstra delen av landet, 900 km sydost om huvudstaden Mexico City. Buenavista ligger 2 442 meter över havet och antalet invånare är 205.
Terrängen runt Buenavista är bergig söderut, men norrut är den kuperad. Runt Buenavista är det ganska tätbefolkat, med 172 invånare per kvadratkilometer. Närmaste större samhälle är Motozintla de Mendoza, 18,4 km norr om Buenavista. I omgivningarna runt Buenavista växer i huvudsak städsegrön lövskog.